# Тан Ді
Тан Ді (*唐棣, 1296 —1364) — китайський художник та поет часів династії Юань.

## Життєпис
Народився у провінції Чжецзян. Спочатку здобув відомість у місцевої аристократії. Згодом перебрався до столиці імперії Даду. Навчався у відомого майстра Чжао Менфу. Подальше життя мешкав у столиці династії. Здебільшого виконував замовлення володарів Китаю, зокрема займався росписом імператорського палацу.

## Творчість
Був майстром пейзажу та ландшафтного живопису. Найвідомішими творами є: «Долина з річками та соснами», «Повернення рибалок», «Село на краю струмка».